# Conus tessulatus
Conus tessulatus е вид охлюв от семейство Conidae. Видът не е застрашен от изчезване.

## Разпространение и местообитание
Разпространен е в Австралия (Ашмор и Картие, Западна Австралия, Коралови острови, Куинсланд и Северна територия), Американска Самоа (Суейнс), Бангладеш, Бахрейн, Британска индоокеанска територия (Чагос), Бруней, Вануату, Виетнам, Гватемала, Гуам, Джибути, Египет (Синайски полуостров), Йемен, Източен Тимор, Индия (Андамански острови, Андхра Прадеш, Гоа, Гуджарат, Лакшадвип, Никобарски острови, Ориса, Пондичери и Тамил Наду), Индонезия (Бали, Калимантан, Малки Зондски острови, Малуку, Папуа, Сулавеси, Суматра и Ява), Иран, Камбоджа, Катар, Кения, Кирибати (Гилбъртови острови, Лайн и Феникс), Китай (Гуандун, Гуанси, Джъдзян, Дзянсу, Фудзиен и Хайнан), Коста Рика (Кокос), Кувейт, Мавриций, Мадагаскар, Майот, Малайзия (Западна Малайзия, Сабах и Саравак), Малдиви, Малки далечни острови на САЩ (Атол Джонстън, Лайн, Мидуей, Остров Бейкър, Уейк и Хауленд), Маршалови острови, Мексико, Мианмар (Коко острови), Микронезия, Мозамбик, Науру, Никарагуа, Ниуе, Нова Каледония, Обединени арабски емирства, Оман, Остров Рождество, Острови Кук (Кук и Манихики), Пакистан, Палау, Панама, Папуа Нова Гвинея (Бисмарк), Параселски острови, Провинции в КНР, Реюнион, Салвадор, Самоа, Саудитска Арабия, Северни Мариански острови, Сейшели, Сингапур, Соломонови острови, Соломонови острови (Санта Крус), Сомалия, Острови Спратли, Судан, Тайван, Тайланд, Танзания, Токелау, Тонга, Тувалу, Уолис и Футуна, Фиджи, Филипини, Френска Полинезия (Австралски острови, Дружествени острови, Маркизки острови и Туамоту), Шри Ланка и Япония (Рюкю).
Обитава крайбрежията и пясъчните дъна на морета, заливи и рифове. Среща се на дълбочина от 1 до 78 m, при температура на водата от 24 до 28,5 °C и соленост 34,3 – 35,5 ‰.

## Описание
Популацията на вида е стабилна.